# ダニエル・ポンセ・デ・レオン
ダニエル・ポンセ・デ・レオン（Daniel Ponce de León、1980年7月27日 - ）は、メキシコの男性プロボクサー。チワワ州シウダー・クアウテモック出身。元WBO世界スーパーバンタム級王者。元WBC世界フェザー級王者。世界2階級制覇王者。2000年のシドニーオリンピックにメキシコ代表としてフライ級で出場している。

## 来歴

### アマチュア時代
フリオ・セサール・チャベス、マルコ・アントニオ・バレラに憧れ、早い時期からボクシングを始めた。
1999年、パンアメリカン競技大会にフライ級(51kg)で出場するが準決勝でホセ・ナバーロに敗退。ヒューストンで開催された1999年世界ボクシング選手権大会にフライ級(51kg)で出場するが1回戦で敗退。
2000年にフライ級のメキシコ代表としてシドニーオリンピックに出場。しかし、1回戦でウクライナのウラジミール・シドレンコと当たり、敗退した。

### プロボクサー時代
五輪出場後にプロ転向、2001年3月31日、チワワ州シウダー・フアレスでプロデビューする。デビューから11戦連続KO勝利を収めた。
2002年8月17日、WBC世界バンタム級ユース王座を3回TKO勝ちを収め獲得した。
その後も連続KO勝利の記録を伸ばし、2004年6月11日、判定勝利となり21戦連続で記録は途絶えた。
2004年10月22日、NABO北米スーパーバンタム級王座を獲得した。
2005年2月17日、IBF世界スーパーバンタム級挑戦者決定戦で、後のWBA世界スーパーバンタム級王者セレスティーノ・カバジェロと対戦し、初の敗北を喫する。
2005年10月29日、タイのソッド・ゴーキャットジムと空位のWBO世界スーパーバンタム級王座決定戦で対戦し、12回3-0（118-109、2者が115-112）の判定勝ちを収め、王座獲得に成功した。
2006年5月27日、ホーム・デポ・センター・テニスコートでジェイソン・ゲレーロと対戦し、2回TKO勝ちで初防衛に成功した。
2006年7月15日、王座決定戦で対戦しているソッド・ゴーキャットジムとMGMグランド・ガーデン・アリーナで再戦。開始早々の打ち合いからペースを上げて、強引にボディーの打ち分けから上部にパンチを当て、カウンターの左ストレートでソッドは前のめりにうつ伏せで大の字に失神。レフェリーがカウントを途中でストップ。当時スーパーバンタム級世界戦2番目に早い（現在は3番目）KO決着となる初回52秒KO勝ちを収め2度目の防衛に成功した。ソッドはドクターの介抱を受けながら酸素マスクで応急措置を取った後病院に直行することになった。
2006年10月21日、エルパソのドン・ハスキンズ・センターでIBA世界スーパーバンタム級王者アル・シーガーと対戦し、8回1分43秒TKO勝ちでWBO王座は3度目の防衛、IBA王座獲得に成功した。
2007年3月17日、マンダレイ・ベイ・イベント・センターでジェリー・ペニャロサと対戦し、12回3-0（2者が119-109、120-108）の大差判定で完勝しWBO王座は4度目、IBA王座は初防衛に成功した。
2007年8月11日、サクラメントのアルコ・アリーナでレイ・バウティスタと対戦し、初回2分30秒TKO勝ちで5度目の防衛に成功した。コンビネーションから右フックでダウンを奪い、カウント中にふらついたボーティスタを試合再開後に2度目のダウンを左ストレートで捕えそのままレフェリーストップを呼び込んだ。
2007年12月8日、MGMグランド・ガーデン・アリーナでエデュアルド・エスコベドと対戦し12回3-0（115-113、117-111、118-110）の判定勝ちでWBO王座の6度目の防衛に成功した。
2008年6月7日、アトランティックシティのボードウォーク・ホールでファン・マヌエル・ロペスと対戦し、ポンセ・デ・レオン有利との試合前の予想に反し、初回2分25秒TKO負けを喫し、7度目の防衛に失敗し、王座から陥落した。
2009年4月25日、キンタナ・ロー州コスメルでマーロン・アギラと空位のNABF北米フェザー級王座決定戦を行い、12回3-0の判定勝ちで王座獲得に成功した。
2010年2月20日、オルランド・クルスと空位のWBCラテンアメリカフェザー級王座決定戦を行い、3回2分37秒KO勝ちで王座獲得に成功した。
2010年9月19日、ロサンゼルスのステイプルズ・センターにてアントニオ・エスカランテとWBO世界フェザー級挑戦者決定戦を行い、左から返しの右フックでエスカランテを大の字に沈め3回2分40秒KO勝ち。
2011年3月5日、アナハイムのホンダセンターでエイドリアン・ブローナーと空位のWBOインターコンチネンタルフェザー級王座決定戦を行い、0-3の判定負け王座獲得に失敗した。なおこの試合が専門家の間で評価が割れ、ポンセ・デ・レオンが勝ったと言う声が多かった。
2011年9月10日、アトランティックシティの ボードウォーク・ホール・ダンスホールでユリオルキス・ガンボアと対戦し、8回に偶然のバッティングによる負傷でポンセ・デ・レオンの試合続行が不可能になった為、8回0-3(2者が72-80、73-79)の負傷判定でガンボアに敗れた。
2012年1月21日、バハ・カリフォルニア州エンセナーダのボデガ・デル・ボクセオで空位のWBC全米フェザー級王座をオマール・エストレラと争い、6回1分31秒KO勝ちで王座獲得に成功した。
2012年9月15日、MGMグランド・ガーデン・アリーナでWBC世界フェザー級王者ジョニー・ゴンサレスと対戦し、8回2分36秒3-0（2者が79-72、77-74）の負傷判定勝ちを収め、4年ぶりに世界王座に返り咲くと共に2階級制覇を達成した。
2013年5月4日、MGMグランド・ガーデン・アリーナで前WBC世界スーパーバンタム級王者のアブネル・マレスと対戦し、9回2分20秒TKO負けで王座から陥落した。
2014年3月15日、プエルトリコバヤモンのルーベン・ロドリゲス・コロシアムでダニー・ガルシアVSマウリシオ・ヘレーラの前座でファン・マヌエル・ロペスとWBOインターナショナルスーパーフェザー級王座決定戦を行い初回にダウンを奪ったが、2回に左フックでダウンを奪われるとその後右フックでダウンを奪われ最後は連打をまとめられてレフェリーストップ。2回2分44秒TKO負けで6年振りの再戦でリベンジに失敗した。
2014年6月7日、ミゲル・ローマンと対戦し、9回TKO負けを喫した。ポンセ・デ・レオンは試合後に引退を発表した。

## 獲得タイトル
- WBC世界バンタム級ユース王座
- NABO北米スーパーバンタム級王座
- WBO世界スーパーバンタム級王座
- IBA世界スーパーバンタム級王座
- NABF北米フェザー級王座
- WBCラテンアメリカフェザー級王座
- WBC全米フェザー級王座
- WBC世界フェザー級王座